# Inside Out Music
La Inside Out Music è un'etichetta discografica indipendente tedesca, specializzata nei generi rock progressivo e progressive metal. Facente parte precedentemente della Century Media Records, nell'agosto 2015 è stata acquisita da Sony Music ed è diventata la sua prima etichetta in ambito rock progressivo e progressive metal.

## Storia
L'etichetta fu fondata nel 1993 a Kleve, nel Nord Reno-Westfalia, da Thomas Waber e Michael Schmitz. Iniziò le sue pubblicazioni ristampando album di nuovi gruppi progressive metal statunitensi come Symphony X e Shadow Gallery per il mercato europeo e poi scritturando importanti artisti della scena come Steve Hackett. La Inside Out firmò un contratto di distribuzione mondiale con la compagnia musicale tedesca SPV e nel 1997 aprì una sua divisione statunitense, la Inside Out Music America, con sede a Pittsburgh, in Pennsylvania. Nel 2009 SPV dovette dichiarare bancarotta, portando la Inside Out Music a stringere una partnership con Century Media Records, che si era assicurata un contratto di distribuzione mondiale con EMI, trasferendo la sua base operativa a Dortmund, sempre nel Nord Reno-Westfalia.
Diverse band importanti della nuova scuola di rock progressivo hanno firmato con l'etichetta, tra cui Riverside, Haken, Pain of Salvation, Spock's Beard, The Safety Fire, The Flower Kings e Enchant. Inoltre, l'etichetta ha stabilito legami con altre band importanti nella scena prog, pubblicando gli album solisti del cantante dei Dream Theater James LaBrie e una selezione di progetti collaterali di Mike Portnoy.
Per qualche tempo Inside Out ha anche pubblicato riedizioni rielaborate digitalmente di album dell'era Krautrock (ad esempio, della band Kraan) tramite l'etichetta Revisited Records.
L'area circostante la sede dell'etichetta è stata spesso fonte di ispirazione per le copertine degli album: ad esempio, il distributore di benzina della copertina di Octane degli Spock's Beard è a Kleve, così come il lago sulla copertina di Subsurface dei Threshold.
Una caratteristica delle pubblicazioni dell'etichetta è il loro sontuoso lavoro di pubblicazione. Diversi album appaiono in edizioni speciali, contenenti ampi materiali bonus come bonus track, artwork estesi e/o segmenti multimediali.
A partire dal 2015 l'etichetta ha messo sotto contratto grandi nomi del progressive metal e del rock progressivo, tra cui Dream Theater, Kansas, Jethro Tull e Yes.

## Artisti

### Attuali
- Affector
- Anderson/Stolt
- Anneke van Giersbergen
- ...And You Will Know Us by the Trail of Dead
- Banco del Mutuo Soccorso
- Beardfish
- Bent Knee
- Bigelf
- Caligula's Horse
- Derek Sherinian
- Devin Townsend
- Dream Theater
- Enchant
- Frost*
- Gösta Berlings Saga
- Haken
- Jakko Jakszyk
- James LaBrie
- Jethro Tull
- Jolly
- Kaipa
- Kansas
- Karmakanic
- King's X
- Kino
- Knifeworld
- Leprous
- Liquid Tension Experiment
- Lonely Robot
- Long Distance Calling
- Maschine
- Nad Sylvan
- Neal Morse
- Next to None
- Pain of Salvation
- Pattern-Seeking Animals
- Perfect Beings
- Port Noir
- Premiata Forneria Marconi
- Pure Reason Revolution
- Rikard Sjöblom's Gungfly
- Riverside
- Roine Stolt
- Shadow Gallery
- Sons of Apollo
- Spiritual Beggars
- Spock's Beard
- Star One
- Steve Hackett
- The Flower Kings
- The Fringe
- The Mute Gods
- The Neal Morse Band
- The Safety Fire
- The Sea Within
- The Shadow Theory
- The Tangent
- Thought Chamber
- Tim Bowness
- Transatlantic
- Toundra
- VUUR
- John Wesley
- Yes

### Passati
- Above Symmetry
- A.C.T
- Amaseffer
- Ayreon
- Asia
- California Guitar Trio
- Chroma Key
- Conspiracy
- Clepsydra
- David Lindley
- Deadsoul Tribe
- Derek Sherinian
- Dominici
- Ephrat
- Evergrey
- Fates Warning
- GPS
- IQ
- Jadis
- The Jelly Jam
- Jerry Gaskill
- Jughead
- Kevin Moore
- Mastermind
- OSI
- Paatos
- Pallas
- Planet X
- Poverty's No Crime
- Ray Wilson
- Redemption
- RPWL
- Ryo Okumoto
- Saga
- Slavior
- Sound of Contact
- Stream of Passion
- Stealing Axion
- Steve Howe
- Symphony X
- Threshold
- Tiles
- Trey Gunn
- Ty Tabor
- Ulysses
- United Progressive Fraternity
- Unitopia
- Vanden Plas

### Revisited Records
Questa etichetta è specializzata nella ristampa di vari pionieri di musica Krautrock ed elettronica, tra cui:
- Amon Duul II
- Klaus Schulze
- Kraan